# Franz Antel
Franz Josef Antel (* 28. Juni 1913 in Wien, Österreich-Ungarn; † 12. August 2007 ebenda) war ein österreichischer Filmregisseur, Produzent und Autor. Mehr als 100 Spielfilme entstanden unter seiner Regie. Bei einigen internationalen Koproduktionen verwendete er den Künstlernamen François Legrand.

## Leben
Franz Antel entstammte einer Wiener Beamtenfamilie, sein Vater war Beamter der k.u.k. Post- und Telegraphenverwaltung. Nach der vierten Klasse verließ er das Gymnasium und arbeitete zwei Jahre lang im Technologischen Gewerbemuseum. 1931 trat er in die gerade eröffnete Tonfilmakademie am Bauernmarkt 24 ein. Hier unterrichtete Hans Theyer, und als dessen zweiter Kameraassistent in Karl Leiters Wienerwald wirkte Antel erstmals in einem Film mit.
Schon 1933, während seines Studiums, drehte er als Regisseur mit Theyers Sohn Hans Heinz Theyer als Kameramann seinen ersten Film, einen Sportfilm mit fünf Darstellern, den er aus Geldmangel nie beendete. Doch die Wildwasseraufnahmen von der Enns waren so spektakulär, dass sie an ein Dutzend Wochenschauen verkauft werden konnten.
In den folgenden Jahren erwarb er sich Erfahrungen als Regie- und Produktionsassistent, nebenbei schrieb er Kurzgeschichten für verschiedene Zeitungen. Ab 1936 arbeitete er als Produktionsleiter in Berlin; von 1937 bis 1960 hatte Antel die deutsche Staatsbürgerschaft. Laut Archivrecherchen der Historikerin Hanja Dämon stellte Antel bei seiner Übersiedlung nach Berlin einen Asylantrag; er gab an, im Ständestaat politisch verfolgt zu werden, da er seit 1933 Mitglied der NSDAP-Gruppe Wien-Alsergrund (Ortsgruppe Wien 9) sei und damit illegaler Nationalsozialist war. Er erhielt am 25. August 1936 vom NSDAP-Flüchtlingshilfswerk einen Flüchtlingsausweis und am 29. November 1937 nach einem für österreichische politische Flüchtlinge vorgesehenen Schnellverfahren die Einbürgerungsurkunde. Die Wiederannahme der österreichischen Staatsbürgerschaft hing damit zusammen, dass Antels Film Der Kongress tanzt wegen Antels Nazivergangenheit in Israel verboten worden war.
Die Kriegsjahre verbrachte er als Soldat. Zwischendurch wurde er immer wieder für Filme und die Truppenbetreuung freigestellt. Im Jahr 1945 kehrte er aus sowjetischer Kriegsgefangenschaft zurück.
Im Jahr 1947 kam sein erster Film Das singende Haus in die Kinos. Fortan war er in Österreich und Deutschland ein gefragter Filmemacher für Unterhaltungsfilme, vorwiegend für Heimatfilme und Filme aus der Kaiserzeit Österreichs (die so genannten „K.-u.-k.-Filme“). Ab Mitte der 1960er Jahre war er einer der ersten Produzenten erotischer Filme. Bekannt wurden hier vor allem seine in Ungarn gedrehten Frau Wirtin…-Filme und 1976 Casanova & Co. mit Weltstar Tony Curtis in der Hauptrolle. Antel arbeitete mit vielen beliebten österreichischen Schauspielern seiner Zeit, so mit Hans Moser, Paul Hörbiger, Rudolf Prack, Oskar Sima, Waltraut Haas, Oskar Werner, Ewald Balser, Heinrich Schweiger, Klausjürgen Wussow, Peter Weck und Herbert Fux. Der junge Mario Girotti, besser bekannt unter seinem Künstlernamen Terence Hill, war einer der Hauptdarsteller in Ruf der Wälder (1965), einem seiner wenigen Filme mit ernsthaftem Hintergrund. Andere Schauspieler, die mit Antel arbeiteten, waren unter anderem Curd Jürgens, Karl Merkatz, Edwige Fenech, Carroll Baker, Arthur Kennedy, Britt Ekland, Andréa Ferréol, George Hilton. Eine Jahrzehnte dauernde Zusammenarbeit verband Antel mit Carl Szokoll (u. a. als Produktionsleiter) und Gunther Philipp (als Darsteller und Drehbuchautor).
Im Jahr 1956 nannte Antel den österreichischen Journalisten Hans Weigel im Zug der „Ohrfeigen-Affäre“ um Käthe Dorsch einen „miesen Juden“. Daraufhin warf man ihm vor, er sei ein Nazi. In Rage replizierte er, darauf wäre er „stolz“. Antel wurde daraufhin in der Münchner Abendzeitung Antisemitismus vorgeworfen.
Lange Zeit als Regisseur belangloser Unterhaltungsware etikettiert, errang er erst im Alter allgemeine Anerkennung als Filmschaffender. Wesentlichen Anteil daran hatte sein Film Der Bockerer und dessen drei Nachfolger. Es wird darin die Lebensgeschichte des Wiener Fleischhauers Karl Bockerer (gespielt von Karl Merkatz) während geschichtsträchtiger Zeiten erzählt: während des Zweiten Weltkrieges (Teil 1), Besatzungszeit (Teil 2), des Ungarnaufstands (Teil 3) und des Prager Frühlings (Teil 4). Die Serie wurde sowohl in Österreich als auch in Deutschland populär.
Franz Antel galt zuletzt als der älteste aktive Regisseur seines Landes. Sein letzter Film war 2003 der vierte Teil der Bockerer-Saga, der in diesem Jahr auch Premiere hatte. Insgesamt drehte oder produzierte er rund 90 Filme, darunter auch einige für das Fernsehen. Oft schrieb er auch das Drehbuch seiner Produktionen.

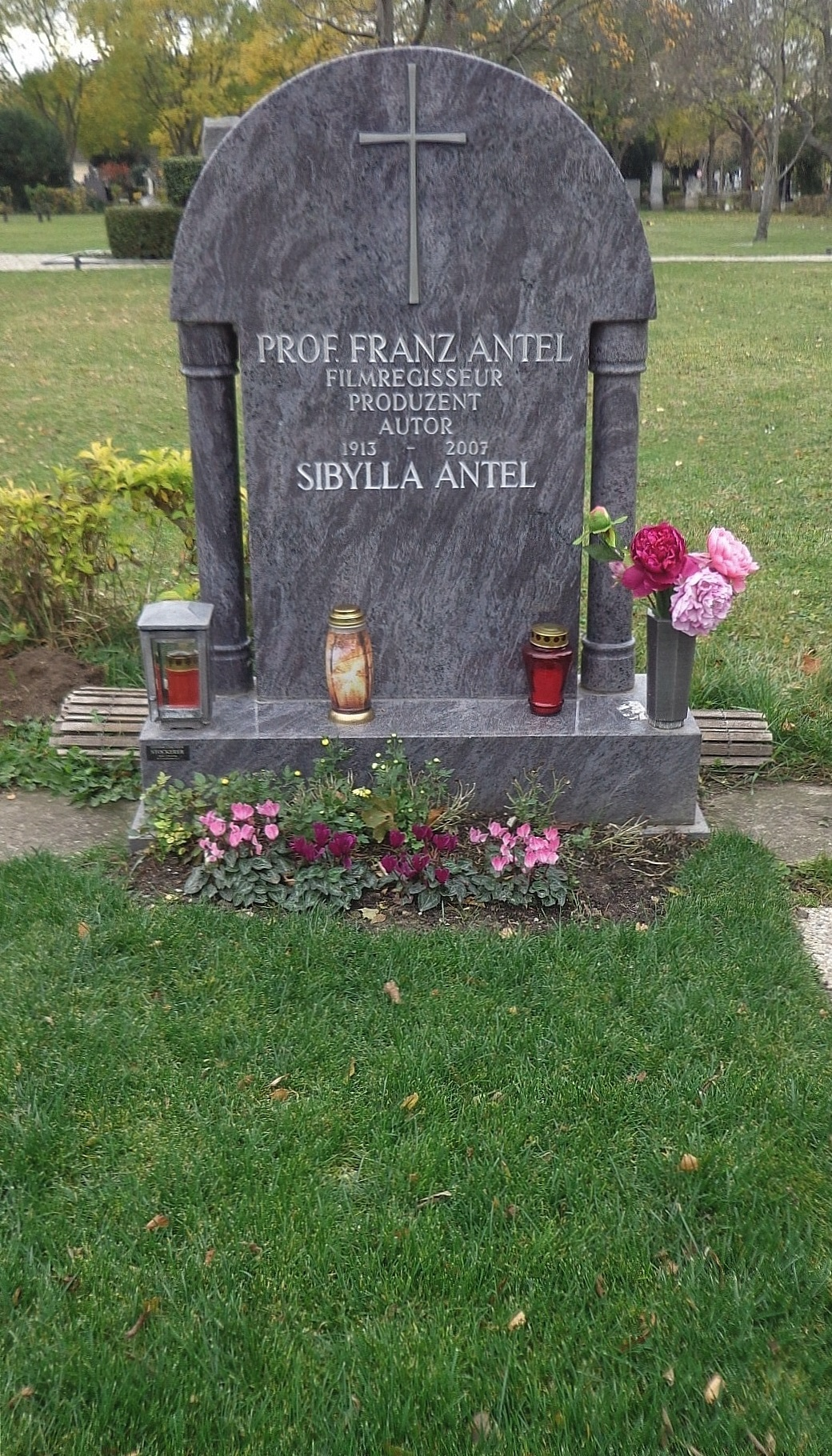
Wiener Zentralfriedhof – ehrenhalber gewidmetes Grab von Franz Antel

Franz Antels erste Ehefrau war von 1938 bis 1948 die Berlinerin Hilde Louise Wittke. Im Jahr 1949 war er mit der Schauspielerin Maria Andergast verlobt, doch kam keine Hochzeit zustande, obwohl diese in manchen Zeitungen bereits verkündet wurde. In den Jahren von 1953 bis 1958 war er mit der Schauspielerin Hannelore Bollmann verheiratet, die er ebenso wie Andergast häufig in seinen Filmen einsetzte. Seine dritte Ehefrau wurde 1970 Elisabeth Freifrau von Ettingshausen, die am 7. Oktober 1976 durch einen Bergunfall im Bezirk Bludenz ums Leben kam.
Mit seiner letzten Ehefrau Sibylla, geb. Thin, einer ehemaligen Sekretärin von Curd Jürgens, war er von 1978 bis 1989 verheiratet und dann erneut ab 1995. Antel galt als einer der prominentesten Anhänger des First Vienna FC; am 13. Oktober 1964 wählte der Club ihn zu seinem Präsidenten.
Im Jahr 2006 gab Antel bekannt, dass er niemals damit gerechnet habe, so alt zu werden; er habe daher sein ganzes Geld ausgegeben und sei damit mittellos. Es folgte eine breite Welle der Solidarität: Elisabeth Gürtler schickte Sachspenden aus dem Sacher; der Circus Roncalli richtete eine Benefizgala aus; Inzersdorfer nahm das von Antel designte Krautfleisch wieder ins Sortiment und sicherte ihm damit Tantiemen.
Franz Antel starb am 12. August 2007 im Alter von 94 Jahren in einem Pflegeheim in Wien, in das er sich fast genau ein Jahr zuvor nach einem Sturz in Pflege begeben hatte. Am 23. August 2007 wurde er in einem ehrenhalber gewidmeten Grab am Wiener Zentralfriedhof (Gruppe 40, Nummer 80) beigesetzt.
Im Jahr 2009 wurde in Wien-Döbling (19. Bezirk) der Antelweg nach ihm benannt.

## Auszeichnungen
- 1983 – Goldenes Ehrenzeichen des Landes Wien
- 1988 – Berufstitel „Professor“
- 1997 – Goldene Romy für Der Bockerer II
- 2000 – Platin-Romy für das Lebenswerk
- 2001 – Goldenes Ehrenzeichen von Niederösterreich
- 2001 – Großes Ehrenzeichen des Burgenlandes
- 2004 – Ehrenmedaille der Bundeshauptstadt Wien in Gold
- 2006 – Undine Award – Lebenswerk eines Nachwuchsförderers

## Filmografie (Auswahl)

### Kino

#### Produktionsleitung
- 1935: Unsterbliche Melodien
- 1936: Spiel an Bord
- 1937: Millionenerbschaft
- 1938: Das Ehesanatorium
- 1938: Narren im Schnee
- 1939: Das jüngste Gericht
- 1940: Meine Tochter lebt in Wien
- 1949: Televisionsfilme für das amerikanische Fernsehen, 7 Teile zu je 15 Minuten
- 1964: Volles Herz und leere Taschen (…e la donna creò l'uomo) (Produktion)
- 1975: Die Brücke von Zupanja (Co-Produktion)
- 1975: Auch Mimosen wollen blühen (Gesamtleitung)
- 1984: Popcorn & Paprika (Produktion)

#### Regie
- 1935: Vagabunden (Kurzfilm)
- 1947: Österreich ruft die Welt (& Kamera) (Dokumentarfilm)
- 1948: Das singende Haus
- 1949: Kleiner Schwindel am Wolfgangsee
- 1950: Auf der Alm, da gibt’s koa Sünd
- 1951: Der alte Sünder
- 1951: Eva erbt das Paradies
- 1951: Die Alm an der Grenze (zusammen mit Walter Janssen)
- 1952: Der Mann in der Wanne
- 1952: Hallo Dienstmann
- 1952: Ideale Frau gesucht
- 1952: Der Obersteiger
- 1953: Heute nacht passiert’s
- 1953: Kaiserwalzer
- 1953: Das Früchtchen (Ein tolles Früchtchen)
- 1954: Die süßesten Früchte
- 1954: Rosen aus dem Süden
- 1954: Kaisermanöver
- 1954: Verliebte Leute
- 1955: Ja, so ist das mit der Liebe (Ehesanatorium)
- 1955: Spionage
- 1955: Heimatland
- 1955: Der Kongreß tanzt
- 1956: Symphonie in Gold
- 1956: Lumpazivagabundus
- 1956: Kaiserball
- 1956: Roter Mohn
- 1957: Das Glück liegt auf der Straße
- 1957: Vier Mädels aus der Wachau
- 1957: Heimweh … dort, wo die Blumen blühn
- 1958: Solang’ die Sterne glüh’n (Zirkuskinder)
- 1958: Ooh … diese Ferien
- 1958: Liebe, Mädchen und Soldaten
- 1959: Der Schatz vom Toplitzsee
- 1960: Die Glocke ruft (Glocken läuten überall)
- 1961: … und du mein Schatz bleibst hier
- 1961: Im schwarzen Rößl
- 1962: Das ist die Liebe der Matrosen
- 1962: Ohne Krimi geht die Mimi nie ins Bett
- 1962: …und ewig knallen die Räuber
- 1963: Im singenden Rößl am Königssee
- 1964: Rote Lippen soll man küssen (Die ganze Welt ist himmelblau)
- 1964: Frühstück mit dem Tod
- 1964: Die große Kür
- 1964: Liebesgrüße aus Tirol
- 1965: Ruf der Wälder
- 1966: 00Sex am Wolfgangsee
- 1967: Das große Glück
- 1967: Die Wirtin von der Lahn (Susanne, die Wirtin von der Lahn)
- 1968: Otto ist auf Frauen scharf
- 1968: Der Turm der verbotenen Liebe
- 1968: Frau Wirtin hat auch eine Nichte
- 1968: Frau Wirtin hat auch einen Grafen
- 1969: Warum hab’ ich bloß 2x ja gesagt?
- 1969: Liebe durch die Hintertür
- 1969: Frau Wirtin bläst auch gern Trompete
- 1970: Frau Wirtin treibt es jetzt noch toller
- 1970: Musik, Musik – da wackelt die Penne
- 1971: Mein Vater, der Affe und ich
- 1971: Einer spinnt immer
- 1971: Außer Rand und Band am Wolfgangsee
- 1972: Sie nannten ihn Krambambuli
- 1972: Die liebestollen Apothekerstöchter
- 1972: Die lustigen Vier von der Tankstelle
- 1973: Blau blüht der Enzian
- 1973: Frau Wirtins tolle Töchterlein
- 1973: Das Wandern ist Herrn Müllers Lust
- 1974: Wenn Mädchen zum Manöver blasen
- 1974: Zwei tolle Hechte – Wir sind die Größten
- 1975: Ab morgen sind wir reich und ehrlich
- 1977: Casanova & Co.
- 1977: Oh lala – Die kleinen Blonden sind da (Arrête ton char… bidasse!)
- 1978: Das Love-Hotel in Tirol
- 1979: Austern mit Senf
- 1981: Der Bockerer
- 1985: Sie war keine Lady
- 1986: Johann Strauß – Der König ohne Krone
- 1996: Der Bockerer II – Österreich ist frei
- 2000: Der Bockerer III – Die Brücke von Andau
- 2003: Der Bockerer IV – Prager Frühling

### Fernsehen

#### Regie
- 1974: Die gelbe Nachtigall
- 1982: Ohne Ball und ohne Netz
- 1988: Die Lacher Macher
- 1990: Die Kaffeehaus-Clique
- 1992: Die Zwillingsschwestern aus Tirol
- 1993: Almenrausch und Pulverschnee
- 1994: Mein Freund, der Lipizzaner

## Schriften
Sachbücher
- Franz Antel, Christian F. Winkler: Hollywood an der Donau. Geschichte der Wien-Film in Sievering. Verlag der Österr. Staatsdr., Wien 1991, ISBN 3-7046-0230-2.

Autobiografien
- Franz Antel, Peter Orthofer (Bearbeitung): Verdreht, verliebt, mein Leben. Amalthea, Wien und München 2001, ISBN 3-85002-464-4.
- Franz Antel, Ingrid Pachmann (Bearbeitung) und Peter Orthofer: „Servus Franz, grüß dich!“ Anekdoten aus 75 Jahren Filmschaffen von Franz Antel. Der Antel in Bildern und Anekdoten. Molden, Wien 2006, ISBN 3-85485-170-7.
- Franz Antel, Bernd Buttinger: Franz Antel. Ein Leben für den Film. Concordverlag, Mariahof 2006, ISBN 3-9501887-9-7.